# Анализ пяти сил Портера

Схематическое представление пяти сил Портера.

Анализ пяти сил Портера (англ. Porter five forces analysis) — методика для анализа конкуренции в отрасли и выработки стратегии бизнеса, разработанная Майклом Портером в Гарвардской школе бизнеса в 1979 году.
Пять сил Портера включают в себя:
- анализ угрозы появления продуктов-заменителей;
- анализ угрозы появления новых игроков;
- анализ рыночной власти поставщиков;
- анализ рыночной власти потребителей;
- анализ уровня конкурентной борьбы.

## Концепция
Методикой выделяются пять сил, которые определяют уровень конкуренции, и, следовательно, привлекательности ведения бизнеса в конкретной отрасли.
Привлекательность отрасли, в данном контексте, имеет отношение к достаточной рентабельности отрасли. «Непривлекательной» отраслью является такая, в которой сочетание сил снижает рентабельность. Самой «непривлекательной» является отрасль, которая приближается к совершенной конкуренции.
Портер называет эти силы «микросредой», противопоставляя её большому количеству факторов, включенных в термин «макросреда». Макросреда состоит из тех сил, которые влияют на способность компании к обслуживанию собственных клиентов и получению прибыли. Изменение в любой из сил «микросреды» обычно требует, чтобы компания пересмотрела своё место в отрасли и на рынке. Достаточная привлекательность отрасли не означает, что любая компания в ней будет получать одинаковую прибыль. Компании должны так применять свои ключевые компетенции, бизнес-модели или сбытовые сети, чтобы получить прибыль больше, чем в среднем по отрасли. Хорошим примером является рынок пассажирских авиаперевозок. В отрасли, в которой рентабельность достаточно низкая, находятся компании, которые за счет уникальных бизнес-моделей получают прибыль выше, чем в среднем по отрасли.
«Анализ пяти сил Портера» включает в себя три силы «горизонтальной» конкуренции: угроза появления продуктов-заменителей, угроза появления новых игроков, уровень конкурентной борьбы; и две силы «вертикальной» конкуренции: рыночная власть поставщиков и рыночная власть потребителей.
Анализ пяти сил Портера является только частью всех стратегических моделей Портера. Остальными элементами являются «цепочка добавленной стоимости» и «типовые стратегии» («generic strategies»).

## Применение
Консультанты по выработке стратегии иногда используют структуру «Анализа пяти сил Портера» при качественной оценке стратегической позиции компании в отрасли. Тем не менее, для большинства консультантов эта методика является только отправной точкой в перечне инструментов или методик, которые они могут использовать. Как и все обобщающие методики, анализ, который не учитывает исключений и частностей, рассматривается как упрощенный.
Согласно Портеру, модель пяти сил нужно использовать на микроэкономическом уровне, для определения места компании в отрасли в целом. Модель не предназначена для использования относительно группы отраслей или какой-то части одной отрасли. Компания, которая ведет бизнес в одной отрасли, должна разработать минимум один «анализ пяти сил Портера» для этой отрасли. Портер уточняет, что для диверсифицированных компаний основным фундаментальным вопросом корпоративной стратегии является вопрос выбора отраслей (направлений бизнеса), в которых компания будет конкурировать; и для каждого направления бизнеса должен производиться собственный, специфический для отрасли, анализ пяти сил. В среднем, компании из рейтинга «Global 1 000» конкурируют приблизительно в 52 отраслях (направлениях бизнеса).

## Структура

### Угроза появления продуктов-заменителей
Наличие продуктов-заменителей, склонность потребителей к которым может увеличиться вследствие изменения цены (эластичность спроса).
- склонность потребителей к покупке продуктов-заменителей;
- сравнение цены и качеств продуктов-заменителей;
- стоимость переключения на продукт-заменитель для потребителя;
- уровень восприятия дифференциации продукта.

### Угроза появления новых игроков
Рынки, приносящие высокую прибыль, привлекают новых игроков. В результате появляются многочисленные новые игроки, существенно снижающие прибыль. Если не предпринимать действий по блокированию или затруднению входа новых игроков, прибыль будет последовательно снижаться с ростом уровня конкуренции (см. совершенная конкуренция):
- наличие барьеров входа (лицензии, патенты, авторские права, и т. д.);
- необходимость затрат на дифференциацию продукта;
- стоимость бренда;
- стоимость переключения или невозвратные (утопленные) издержки;
- стартовые затраты для новых игроков;
- доступ к дистрибуции;
- преимущества в себестоимости;
- преимущества в положении на кривой приобретения знаний;
- ожидаемые ответные действия старых игроков;
- реакция правительства и/или других регуляторов рынка.

### Рыночная власть поставщиков
Поставщики сырья, компонентов, рабочей силы и услуг могут влиять на деятельность компании. Они могут отказаться работать с компанией или установить чрезмерно высокие цены на уникальные ресурсы.
- сравнение стоимости переключения поставщиков и стоимости переключения компании
- степень дифференциации сырья и исходных материалов
- наличие заменителей поставщиков
- сравнение концентрации поставщиков и концентрации компании
- солидарность рабочей силы (например, деятельность профсоюзов)
- угроза интеграции вперед поставщиками может повлиять на возможность компании интеграции назад
- сравнение стоимости сырья и исходных материалов и продажной цены продукта компании

### Рыночная власть потребителей
Влияние потребителей на компанию и чувствительность потребителя на изменение цены.
- концентрация потребителей к уровню концентрации компании
- степень зависимости от существующих каналов дистрибуции
- количество потребителей
- сравнение стоимости переключения потребителя и стоимости переключения компании
- доступность информации для потребителей
- возможность вертикальной интеграции (построение холдингов с вертикальной интеграцией)
- доступность существующих продуктов-заменителей
- ценовая чувствительность потребителей
- отличительные преимущества продуктов компании (уникальность)

### Уровень конкурентной борьбы
Для большинства отраслей это определяющий фактор, влияющий на уровень конкуренции в отрасли. Иногда игроки конкурируют агрессивно, иногда происходит неценовая конкуренция в инновациях, маркетинге, бизнес-моделях и т. д.
- количество конкурентов
- уровень роста рынка
- критерии насыщения рынка
- барьеры входа в отрасль
- барьеры выхода из отрасли
- отличительные черты конкурентов
- уровень затрат конкурентов на рекламу
- амбиции первых лиц и акционеров конкурентов

## Условия
Применимость анализа пяти сил по Портеру требует условий:
- покупатели, конкуренты и поставщики не связаны, не взаимодействуют и не сговариваются;
- цена определяется структурными преимуществами (создавая входной барьер);
- нестабильность на рынке достаточно низка и позволяет участникам рынка планировать и осуществлять реакцию на действия конкурентов.